# Parafia Narodzenia Najświętszej Maryi Panny w Brasławiu
Parafia Narodzenia Najświętszej Maryi Panny w Brasławiu(biał. Парафія Нараджэння Найсвяцейшай Дзевы Марыі у Браславе) – parafia rzymskokatolicka w Brasławiu. Należy do Dekanatu Brasławskiego diecezji witebskiej. Została utworzona w 1422 roku.

## Historia
Pierwszy kościół katolicki w Brasławiu wybudował w 1423 roku wojewoda wileński Monwid. Była to drewniana świątynia pod wezwaniem Matki Bożej, znajdująca się na górze zamkowej. Po pożarze około 1490 roku, nowy kościół wybudował w 1504 roku król Aleksander. W 1500 roku potwierdził przywileje nadane kościołowi parafialnemu Najświętszej Maryi Panny. W 1661 roku kościół i całe miasteczko zostało spalone przez wojska moskiewskie. W 1669 roku parafia znajdowała się w dekanacie brasławskim diecezji wileńskiej. W 1676 roku podczas wizytacji bp Mikołaja Słupskiego kościół nie był w pełni odbudowany. W 1744 roku parafia posiadała filie w Belmontach i Opsie. W 1777 roku przy kościele istniała szkoła parafialna.
W 1781 roku parafia liczyła 2640 wiernych.
11 maja 1794 roku Rosjanie podpalili miasto w wyniku czego spłonął również kościół. Nabożeństwa przeniesiono do unickiej cerkwi, a później przystosowano do tego osobny drewniany budynek.
W 1798 roku parafia liczyła 11135 wiernych. Posiadała filie w Opsie, Belmontach, Plusach oraz kaplicę w Pochoszczy.
Obecny kościół wzniesiony został w latach 1824–1826, a gruntownie przebudowany i powiększony w latach 1894–1897. W latach 1849–1924 parafia należała do diecezji żmudzkiej. W 1863 roku za pomoc w Powstaniu styczniowym zostaje skazany na zesłanie ks. Rajuniec. W 1876 roku wybudowano nową plebanię, parafię wizytował bp. Aleksander Bereśniewicz. W 1878 roku parafia liczyła 14717 wiernych. W 1880 parafia znajdowała się w dekanacie nowo-aleksandrowskim diecezji żmudzkiej i liczyła 14738 wiernych. W 1893 parafię wizytował bp. Mieczysław Pallulon.
W czerwcu 1906 kościół został konsekrowany przez bp. Gaspara Cyrtowta, sufragana żmudzkiego. W 1915 roku parafię wizytował bp. Franciszek Karewicz.
W latach 1925–1989 parafia należała do archidiecezji wileńskiej. W 1927 roku parafię wizytował abp Romuald Jałbrzykowski.
W 1928 roku parafia liczyła około 6917 wiernych, w 1938 - 5846 wiernych, a w 1939 - ponad 7 tysięcy.
W 1941 roku rozpoczęła się okupacja niemiecka tych terenów. W Brasławiu Niemcy utworzyli getto dla Żydów. W czerwcu 1942 roku rozpoczęli ich całkowite wyniszczanie. W mieście działy się straszne sceny. 25 czerwca 1942 roku grupa Żydów próbowała się schronić na plebanii i szukała ratunku u proboszcza ks. dziekana Mieczysława Akrejcia. Wtedy też rozegrał się tragiczny koniec tego kapłana. Jedni mówią, że ks. Akrejć na ganku plebanii otoczony uciekającymi Żydami i przejęty ich tragedią dostał zawału serca i na miejscu zmarł. Inni natomiast przekazują, że tam księdza dosięgła kula z niemieckiego automatu i ugodziła śmiertelnie w serce. Niemcy zabronili jednak o tym mówić i rozgłaszali wersję o zawale serca. Mieszkańcy Brasławia przekazują, iż ks. Akrejć jeszcze w ostatnich chwilach swego życia pokazywał drogę ucieczki i schronienia Żydom. Z pewnością służył im swoją pomocą już wcześniej. Ksiądz Akrejć został pochowany obok brasławskiego kościoła.
Po II wojnie światowej kościół został zamknięty i zamieniony na skład zboża. Determinacja mieszkańców doprowadziła do ponownego otwarcia świątyni w 1952 roku. Parafia nie mogła jednak funkcjonować bez przeszkód, prześladowania ze strony władz komunistycznych trwały do roku 1989. Nie posiadała stałego kapłana, dojeżdżali do niej księża z sąsiednich parafii. W 1992 r. posługę w parafii rozpoczęli salwatorianie.
W latach 1989–1999 parafia leżała w diecezji mińskiej, a następnie archidiecezji mińsko-mohylewskiej. W 1991 roku parafię wizytował abp Kazimierz Świątek.
W 1999 biskup nowo powstałej diecezji witebskiej Władysław Blin nadał status Maryjnego Sanktuarium Matki Bożej Królowej Jezior. 9 kwietnia 2006 roku sanktuarium nawiedził nuncjusz apostolski na Białorusi abp Martin Vidović.

## Obszar parafii
W 2004 roku parafia obejmowała swoim obszarem miejscowości: Brasław, Nadbrzeże, Bużany, Jemilianiszki, Zajeleńce, Mejszule, Dąbki, Wiaski, Ratkuny, Rozewo, Subociszki, Gierczany, Bratnia Góra, Kiszkieliszki, Wieze, Uszeniszki, Wielikiance, Kruki, Zybki, Żwirbli, Bielany, Miekiany, Marianpol, Krasnosielce, Puzyry, Kalenkiszki, Jelno, Zaraczcze, Usiany, Zazony, Strusto, Muraż, Antonowce, Plebańce, Pietuszki, Litewszczyzna, Szawury, Rubież, Żwiryni, Łapki.

## Wydzielone parafie
Z parafii wydzielono parafie:
- Parafia św. Jana Chrzciciela w Opsie
- Parafia Podwyższenia Krzyża Świętego w Achremowcach
- Parafia Trójcy Przenajświętszej w Plusach
- Parafia św. Teresy od Dzieciątka Jezus w Urbanach

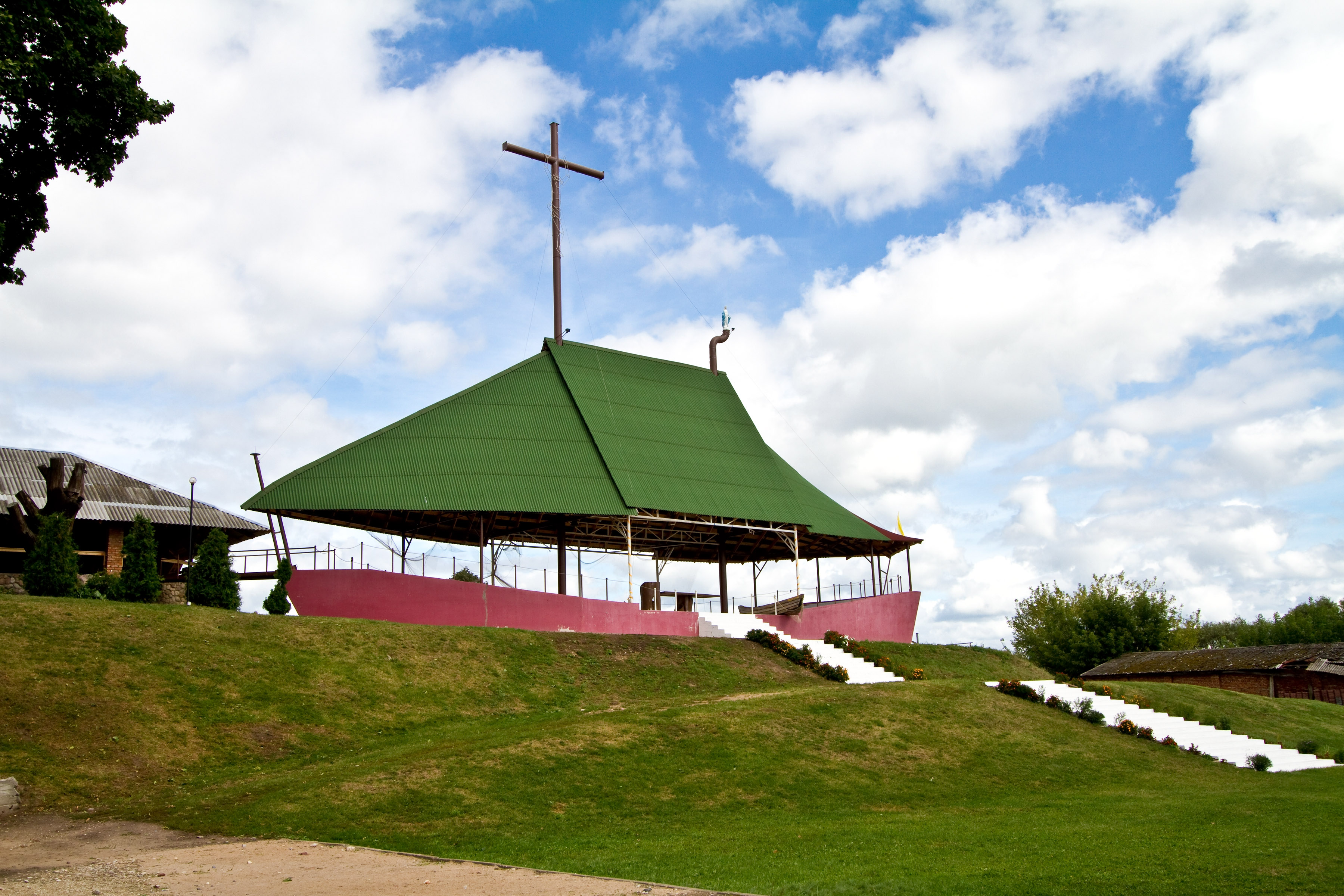
Ołtarz polowy przy kościele parafialnym

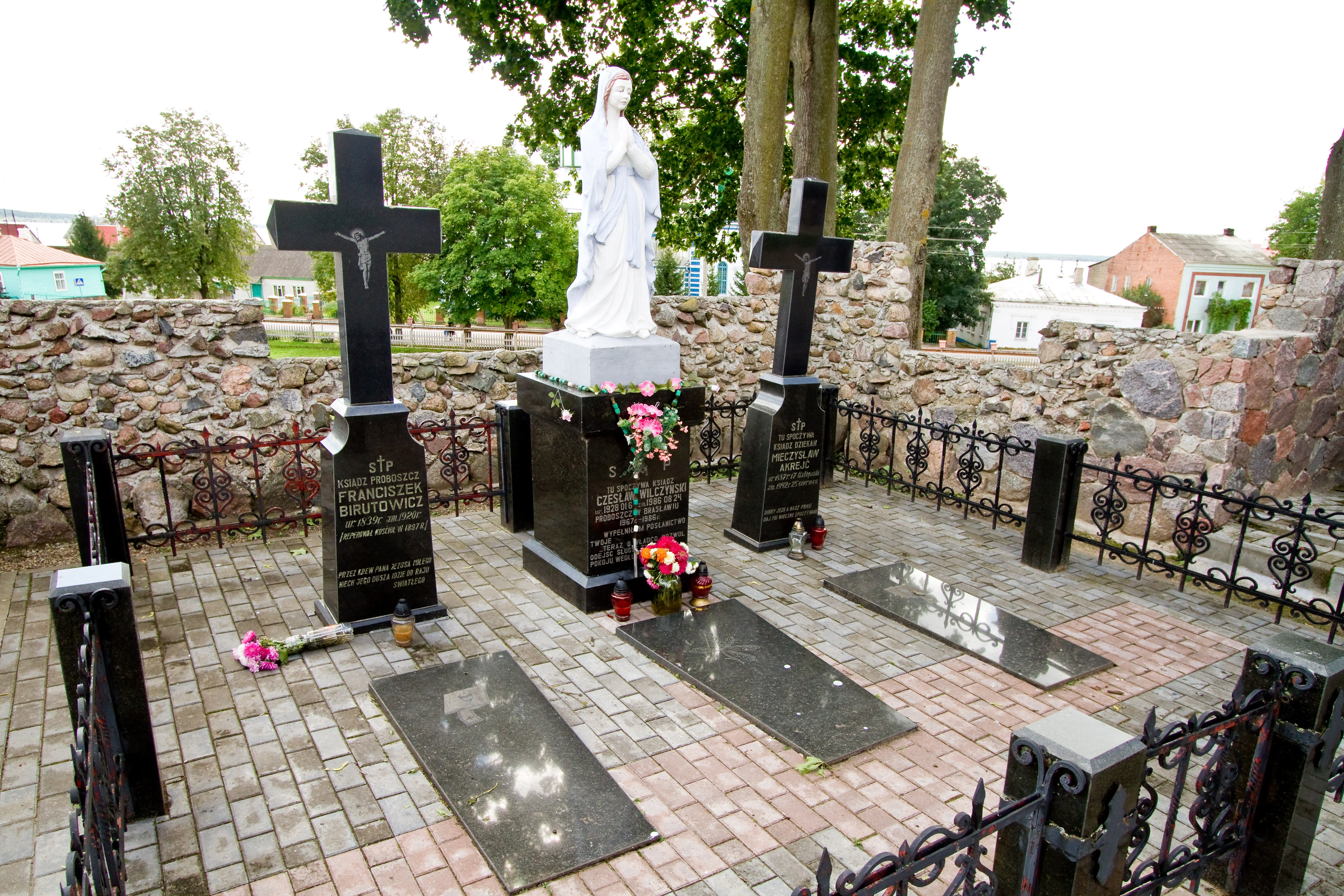
Groby trzech księży proboszczów przy kościele: F. Birutowicza, Cz. Wilczyńskiego i M. Akrejcia

## Proboszczowie parafii od 1790 roku
| imię i nazwisko            | daty urzędowania |
| -------------------------- | ---------------- |
| Ks. Piotr Toczyłowski      | 1790             |
| Ks. Ignacy Nowicki         | 1818–1834        |
| Ks. Piotr Dowgiłłowicz     | 1849 – 1868      |
| Ks. Józef Noniewicz        | 1869–1880        |
| Ks. Piotr Dowgiłłowicz     | 1894             |
| Ks. Franciszek Birutowicz  | 1897 – 1920      |
| Ks. Piotr Brukwicki        | 1922             |
| Ks. Józef Sawicki          | 1928–1931        |
| Ks. Mieczysław Akrejć      | 1933–1942        |
| O. Franciszek Świątek CSsR | 1952 - 1958      |
| Ks. Antoni Szubzda         | 1955–1958        |
| Ks. Jan Zawistowski        | 1959–1967        |
| Ks. Czesław Wilczyński     | 1967 – 1986      |
| Ks. Henryk Okołotowicz     | 1986–1988        |
| Ks. Franciszek Kisiel      | 1988–1993        |
| Ks. Stefan Prekurat SDS    | 1994 – 1997      |
| Ks. Leszek Witwicki SDS    | 1997–2008?       |
| Ks. Stanisław Mrzygłód SDS |                  |